# Étouvans
Étouvans é uma comuna francesa na região administrativa de Borgonha-Franco-Condado, no departamento de Doubs. Estende-se por uma área de 6,56 km². Em 2010 a comuna tinha 841 habitantes (densidade: 128,2 hab./km²).